# أل بوشامب
أل بوشامب (بالإنجليزية: Al Beauchamp)‏ هو لاعب كرة قدم أمريكية أمريكي، ولد في 25 يونيو 1944 في باتون روج في الولايات المتحدة.

## وصلات خارجية
- أل بوشامب على موقع مرجع كرة القدم المحترفة.كوم (الإنجليزية)